# انتهازية سياسية
تشير الانتهازية السياسية إلى محاولة الحفاظ على الدعم السياسي، أو إلى زيادة التأثير السياسي ربما بطريقة تتجاهل المبادئ الأخلاقية أو السياسية ذات الصلة.

## التاريخ
غالبًا ما تُعد الفلسفة السياسية لنيكولو مكيافيلي كما هو موضح في «الأمير» دليلًا كلاسيكيًا للمكيدة الانتهازية، وبالفعل، يُعد مكيافيلي في الوقت الحاضر «شخصًا ماكرًا، غير أخلاقي وانتهازيًا، خاصة في النطاق السياسي».

## التعريف
تُفسر الانتهازية السياسية بطرق مختلفة، ولكنها تشير عادة إلى واحد أو أكثر مما يلي:
- أسلوب سياسي يهدف إلى زيادة النفوذ السياسي لأحدهم بأي ثمن، أو أسلوب سياسي ينطوي على اغتنام أي فرصة كلما أتيحت لتوسيع النفوذ السياسي.
- ممارسة التخلي عن أو المساومة على بعض المبادئ السياسية الهامة التي المعقودة سابقاً، في محاولة لزيادة نفوذ المرء وسلطته السياسية.
- اتجاه فكري، أو ميول سياسي، يسعى إلى إخراج رأس المال السياسي من الأوضاع بهدف رئيسي يتمثل في اكتساب المزيد من النفوذ أو الهيبة أو الدعم، بدلًا من كسب الناس بشكل حقيقي إلى موقف مبدئي أو تحسين فهمهم السياسي.
- اعتقاد أن هناك الكثير من العمل وراء الكواليس للجمع بين التحالفات وإبرام المواثيق وتوقيع الاتفاقيات من أجل قضية ما.
- وجود معاناة من أجل قضية سياسية، دون الإعلان عن مواقف و/أو معتقدات سياسية حقيقية في هذه العملية، مع وجود أو عدم وجود نقد.[3]

عادة ما يُنتقد السلوك السياسي الانتهازي لكونه قصير النظر أو ضيق الأفق. أي في الرغبة في تحقيق مكاسب سياسية قصيرة الأجل أو الحفاظ عليها، يجري تجاهل العلاقة المناسبة بين الوسائل المستخدمة والأهداف العامة المراد تحقيقها. قد تكون النتيجة أن «الربح على المدى القصير» يؤدي إلى «ألم طويل الأجل». وهكذا، بعد أن تُرتكَب الأخطاء الانتهازية ويُعترف بها، قد يحدث الكثير من التأمل أو قد يُنادى «بالعودة إلى المبادئ»، بحيث تُستعاد العلاقة الصحيحة بين مبادئ الناس وأفعالهم.
معظم السياسيين «انتهازيون» إلى حد ما على الأقل (يهدفون إلى الاستفادة من الفرص السياسية بشكل مبتكر لصالحهم، ويجب عليهم تجربة مبادرات جديدة)، ولكن الخلافات المحيطة بالمفهوم تتعلق بالعلاقة الدقيقة بين «اغتنام فرصة سياسية» والمبادئ السياسية المتبناة. بعبارة أخرى، فإن السؤال هو «إلى أي مدى يمكنك الذهاب؟» دون المساس بالمبادئ أو التخلي عن مدونة أخلاقية متفق عليها. قد لا تكون هناك إجابة سريعة وسهلة عن ذلك، لأنه لا يمكن التحقق مما إذا كان قد وقع انتهاك أم لا -يُعرف ذلك لاحقاً فقط- أو يكون موضع خلاف. يحدث هذا بشكل خاص في وضع جديد والذي تكون فيه كيفية تطبيق المبادئ أو كيفية استجابة الناس لهذا الوضع غير مؤكدة.
- يمكن توجيه اتهامات بـ «الانتهازية» دون توافر دليل، وقد تكون هذه الاتهامات محل نقاش. وبهذا المعنى، لاحظ ميلتون فريدمان أن «انتهازية رجل واحد هي حنكة رجل آخر». قد يجادل السياسي على سبيل المثال بأنه على الرغم من أن عمله يبدو مجردًا من المبادئ للوهلة الأولى، إلا أنه عندما يوضع في منظور أوسع، فإنه يتوافق تمامًا مع ما يؤمن به ناخبوه. في عمل من أعمال الإقناع، يهدف إلى إقناع الناس بأن عمله مبدئي. وسواء كان مصيبًا أم لا، قد لا يكون معروفًا إلا بعد فوات الأوان، بعد وقت طويل من حدوث العمل؛ قد لا يكون التأثير الكلي للقرار السياسي الاستراتيجي معروفًا إلا بعد سنوات أو حتى عقود من اتخاذه. عندما تكون نتيجة العمل غير مؤكدة، قد يجادل السياسي: «التاريخ سيثبت أنني على حق».[6][7]
- غالبًا ما يعمل الانتهازي في وضع توجد فيه العديد من الأمور المجهولة، وحيث لا يوجد اتفاق واسع حول كيفية استجابة المرء للوضع بطريقة مبدئية. القيادة بعيدة النظر مطلوبة، ولكن في غيابٍ للمعرفة الموثوقة. في هذه الحالة، سواء كان السلوك انتهازيًا أم لا، قد يكون من الصعب جدا الحكم عليه. من المرجح أن يستخدم الانتهازي الحقيقي هذا الغموض على وجه التحديد لخدمة غرضه، فيستغل سذاجة البشر أو جهلهم.[8]
- قد يحدث السلوك الانتهازي في التحالفات الاستراتيجية، حيث يستخدم أحد الطرفين العلاقة لتحسين موقفه، وغالبًا على حساب الطرف الآخر. في هذه الحالة، يضع أحد الطرفين مصالحه الخاصة قبل الأهداف المتفق عليها للتحالف.
- والواقع أن الميل السياسي الذي يكون موضع مناورة أو انحراف قد ينغلق على أي نوع من الفرص لشق طريقه عائداً إلى موقع القوة والنفوذ. وعلى العكس من ذلك، قد تستخدم مجموعة سياسية شديدة النفوذ سلطتها لأغراض انتهازية لأنها تعلم أن انتقاد مثل هذا الإجراء ليس له أثر حقيقي (من الممكن «الإفلات منه»، أي ما هو مسموح به).

يقول جون كينيدي
«سنحتاج إلى حلول وسط في الأيام المقبلة. ولكن هذه ستكون، أو ينبغي أن تكون، حلولاً وسطاً للقضايا، لا للمبادئ. يمكننا أن نتنازل عن مواقفنا السياسية، لكن ليس عن أنفسنا. يمكننا حل تضارب المصالح دون التنازل عن مثلنا العليا. وحتى ضرورة النوع الصحيح من التسوية لا تلغي الحاجة إلى أولئك المثاليين والإصلاحيين الذين يحافظون على تقدم تنازلاتنا، والذين يمنعون جميع الأوضاع السياسية من الوفاء بالوصف الذي قدمه شو: «تعج بالتسوية، متعفنة بالانتهازية، ملطفة بفعل النفعية، ممتدة إلى شكل من التآمر والتغلغل مع التعفن... لا ينبغي أن تعني التسوية الجُبن».

## دور المبادئ
كثيراً ما يستخدم مصطلح «الانتهازية السياسية» بمعنى تحقيري، ويرجع ذلك أساساً إلى أنه يعني التخلي عن المبادئ أو المساس بالأهداف السياسية. في هذه الحالة، تضيع العلاقة الأصلية بين الوسائل والغايات. والواقع أن المعنى قد يصبح غايات في حد ذاته، أو قد تصبح الغايات وسيلة لتحقيق أهداف مختلفة تمامًا عما كان مقصودًا في الأصل. ويمكن أيضاً «تخفيف» المبادئ السياسية أو إعادة تفسيرها أو تجاهلها، لمجرد تعزيز وحدة سياسية مفتعلة. ونتيجة لذلك، يتبدد تدريجيًا الأساس المنطقي المتسق للوجود في نفس المنظمة؛ وعندئذ قد ينجرف الأعضاء بعيداً أو قد تنهار المنظمة أو تنقسم أو تتفكك.
في السياسة، من الضروري في بعض الأحيان الإصرار على المبادئ السياسية، وفي أحيان أخرى من الضروري الإصرار على الوحدة السياسية بين الناس الذين يختلفون في معتقداتهم أو مبادئهم. ويتعين عادة تقديم بعض التنازلات. وإذا عُرِّفت المبادئ السياسية أو فُرضت بطريقة غير مرنة وغير قابلة للتفاوض، فإن النتيجة المرجحة ستكون الطائفية أو الفئوية، لأن قلة من الناس غير «المؤمنين الصادقين» يمكن أن يؤيدوا ممارسة سياسية تقوم على مثل هذه المواقف المتصلبة.
- عادة، يجب أن يكون هناك قدر من الحرية على الأقل في كيفية صياغة المبادئ السياسية وتفسيرها وتطبيقها فعليًا؛ وإذا كان هناك الكثير من القواعد والمبادئ التي يتعين على الناس الالتزام بها، فإن النتيجة المرجحة هي أنها ببساطة لا تستطيع الامتثال لتلك المبادئ في الممارسة العملية، أو أن تعقيد القواعد المحيِّر لم يعد بوسعه توجيه السلوك. في هذه الحالة، من المحتمل حدوث كافة أنواع الأخطاء.
- ولذلك، تُفهم المبادئ عادة على أنها دليل للسلوك يفترض قدراً من الحرية في الحكم الفردي على كيفية تطبيقها، فضلًا عن المسؤولية عن تطبيقها. إذا تصرف المرء «بحسن نية»، يفترض أن المبادئ ذات الصلة ستُحترم في الممارسة العملية، وإذا خاب هذا الإيمان، فهذا لأن المبادئ لم تطبق عمليًا بشكل متسق أو مناسب.

وعلى هذا، فإن الكيفية التي يتعين بها تنفيذ المبادئ السياسية تكون عادة قابلة لبعض التأويل، وهي جزئياً مسؤولية شخصية. ويترتب على ذلك إمكانية تبرير نفس الإجراء بالإشارة إلى مبادئ مختلفة، أو تفسير طريقة تطبيق مبدأ ما بطرق مختلفة. فإن مدى كون الدعوى «مبدئية» عرضة للنـزاع ومن ثم يمكن الخداع بطريقة يفهم ويبرر بها السلوك المبدئي والانحراف عنه. ويكتسب هذا الأمر أهمية حاسمة في فهم الانتهازية بقدر ما يشكل ابتعاداً عن السلوك القائم على المبادئ.

## المعضلات
إلى حد ما، تنطوي السياسة بشكل لا مفر منه على معضلات بشأن ما إذا كان المرء يصر على مبادئه الخاصة (ويجازف بالتعرض للعزلة) أو يتكيف مع رأي معتمد على نطاق أوسع من أجل العمل الجماعي. وقد يكون الناس غير راغبين في المخاطرة والاستجابة للفرص، أو قد يجازفون ويغتنمون الفرص دون إيلاء اهتمام كبير لأهميتها العامة. وبالتالي، فإن معظم الحالات السياسية تنطوي على ما لا يقل عن بعض الاحتمالات للانتهازية. وهكذا، قد لا تكون هناك أي قاعدة أو تقنية قابلة للتطبيق عمومًا (حجر الفيلسوف) يمكن التذرع بها مقدماً لمنع الانتهازية. وفي أفضل تقدير كان بوسع المرء أن يدرك احتمال تحول الانتهازية إلى مشكلة حقيقية، وأن يتخذ خطوات لتقليص الخطر إلى أدنى حد ممكن.
بوجه عام، يقل هذا الخطر إلى أدنى حد إذا حرص الناس على أن يشرحوا دائماً بوضوح العلاقة بين الوسائل والغايات المختارة في مقابل المبادئ الأساسية التي ترشدهم، أي أن يفهموا بدقة لماذا يفعلون الأشياء وما الذي يحفزهم. يُقال أحيانًا إن الأخطاء الانتهازية أفضل من الأخطاء الطائفية أو الفئوية. وأياً كانت «خطاياه» التي يمكن تفسيرها على أنها كما يقال، فإن الانتهازي السياسي يعطي الأولوية لاكتساب النفوذ بين الناس أو الحفاظ عليه، وبالتالي يبقى على الأقل بين رأي الأغلبية أو «بين الجماهير». وفي المقابل، من المرجح أن يتمسك الطائفي أو الفئوي بمبادئه أو معتقداته بغض النظر عن أي خبرة قد تتعارض معها، وبغض النظر عن عدد الأشخاص المؤيدين لها؛ وهو يعلق أهمية قصوى على اعتناق مبادئه مع إيمان مبالغ فيه في قوة الأفكار، بغض النظر عما يعتقده الآخرون. وهذا يؤدي إلى العزلة السياسية ولا يسمح إلا بالقليل من التحقق التجريبي من صحة الأفكار السياسية. غير أن الطائفية والانتهازية قد تتضافر أيضًا، إلى حد أن طائفة ما تعتقد أن هناك ما يكفي من الخداع لاجتذاب عدد أكبر من الأعضاء للطائفة، وبما أن الأغلبية قد تكون مخطئة تمامًا فيما يتعلق بمسائل معينة، فإن التكيف مع رأي الأغلبية بشأن هذه القضايا قد يكون، بسياق محدد، خطأ أكبر من «الحفاظ على نقاء المبادئ». وهذا أمر معترف به في النظرية الديمقراطية إلى درجة أن الديمقراطية يُعتقد عادة أنها تنطوي على الحق المدني في المعارضة من رأي الأغلبية، وبالتالي الحق المدني لرأي الأقلية في الوجود. وهو يعني ضمناً أن الأغلبية قد تكون مخطئة، وأن الأقلية يمكن أن تكون على حق، وهو أمر لا يمكن تصحيحه على نحو فعال.